# Rally Cycling (Frauenteam)/Saison 2021
Dieser Artikel beschreibt die Mannschaft und die Siege des Frauenradsportteams Rally Cycling in der Saison 2021.

## Mannschaft
| Teamkader 2021          | Teamkader 2021    | Teamkader 2021     | Teamkader 2021                 |
| Name                    | Geburtsdatum      | Land               | Vorheriges Team                |
| ----------------------- | ----------------- | ------------------ | ------------------------------ |
| Madeline Bemis          | 20. Oktober 1998  | Vereinigte Staaten |                                |
| Holly Breck             | 27. Mai 1992      | Vereinigte Staaten | Cylance (2018)                 |
| Katie Clouse            | 4. August 2001    | Vereinigte Staaten | DNA Pro Cycling (2020)         |
| Kristabel Doebel-Hickok | 28. April 1989    | Vereinigte Staaten | Cylance (2018)                 |
| Heidi Franz             | 14. Januar 1995   | Vereinigte Staaten |                                |
| Leigh Ann Ganzar        | 8. September 1989 | Vereinigte Staaten | Hagens Berman-Supermint (2019) |
| Clara Koppenburg        | 3. August 1995    | Deutschland        | Équipe Paule Ka (2020)         |
| Sara Poidevin           | 7. Mai 1996       | Kanada             |                                |
| Olivia Ray              | 4. April 1998     | Neuseeland         |                                |
| Emma White              | 23. August 1997   | Vereinigte Staaten |                                |
| Lily Williams           | 24. Juni 1994     | Vereinigte Staaten | Hagens Berman-Supermint (2019) |
|                         |                   |                    |                                |
| Quelle: ProCyclingStats |                   |                    |                                |

## Siege
| Siege | Siege  | Siege | Siege  | Siege    | Siege |
| Datum | Rennen | Staat | Klasse | Siegerin |       |
| ----- | ------ | ----- | ------ | -------- | ----- |

- keine -